# Presidenti della Giunta dell'Estremadura
Il presidente della Giunta dell'Estremadura (in spagnolo Presidente de la Junta de Extremadura), secondo lo Statuto di autonomia dell'Estremadura del 1983, è l'autorità che presiede la Giunta dell'Estremadura, dirige la sua attività e coordina l'amministrazione della stessa comunità autonoma, nonché designa, lega e interrompe i rapporti con i suoi consiglieri. A livello rappresentativo detiene il più alto status nel Consiglio e un rango ordinario dello Stato nella comunità autonoma. È scelto tra i membri dell'Assemblea dell'Estremadura ed è nominato dal re di Spagna.

## Elenco
| Immagine | Presidente (Nascita–Morte)          | Partito | Mandato                         |
| -------- | ----------------------------------- | ------- | ------------------------------- |
|          | Juan Carlos Rodríguez Ibarra (1948) | PSOE    | 10 giugno 1983 – 29 giugno 2007 |
|          | Guillermo Fernández Vara (1958)     | PSOE    | 29 giugno 2007 – 8 luglio 2011  |
|          | José Antonio Monago Terraza (1966)  | PP      | 8 luglio 2011 – 3 luglio 2015   |
|          | Guillermo Fernández Vara (1958)     | PSOE    | 3 luglio 2015 – 17 luglio 2023  |
|          | María Guardiola Martín (1978)       | PP      | 17 luglio 2023 – in carica      |